# Арсенијевић (презиме)
Арсенијевић је српско презиме, патроним настало од датог имена Арсеније. Може се односити на следеће особе:
- Милорад Арсенијевић (1906 - 1987), југословенски српски фудбалер
- Филип Арсенијевић, фудбалер
- Стефан Арсенијевић (1977), филмски редитељ
- Владимир Арсенијевић (1965), српски романсијер
- Марина Арсенијевић (1970), америчка концертна пијанисткиња и композиторка српског порекла